# Sebastião Molequinho

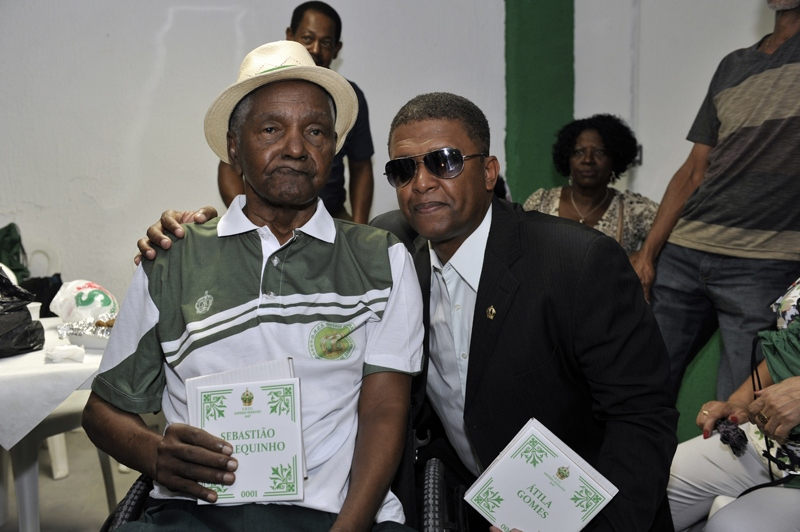
Sebastião Molequinho ao lado de Átila Gomes, presidente da escola em 2012.

Sebastião de Oliveira, ou simplesmente Sebastião Molequinho (Rio de Janeiro, 23 de outubro de 1920 — Rio de Janeiro, 01 de fevereiro de 2014) foi um compositor brasileiro e fundador da escola de samba Império Serrano. A agremiação foi criada na casa de sua irmã, Eulália. Molequinho presidiu o Império Serrano três vezes. Em 2007, ganhou o Estandarte de Ouro de Personalidade.
Embora seu nome conste como co-autor do samba-enredo que deu ao Império Serrano o primeiro título em seu desfile de estréia, em 1948, Molequinho sempre afirmou que o único autor de Antônio Castro Alves era Altamiro Maia, mais conhecido como Comprido, e que este lhe dera a parceria como agradecimento pela divulgação do samba. Além de Antônio Castro Alves (com Comprido e Mano Décio da Viola), assinou a autoria do samba-enredo de 1951, Batalha Naval do Riachuelo (com Penteado e Mano Décio da Viola) e do partido-alto Beberrão (com Aniceto do Império), gravado por Candeia em 1978.